# ルパート・ドーヴァー
ルパート・ティモシー・アラン・ドーヴァー（中国語: 陶輝、英語: Rupert Timothy Alan Dover、1967年8月19日 – ）は、イギリス国籍の香港警察総警司。イングランド・ハートフォード出身。新界南総区の指揮官を務め、2019年6月12日香港逃亡犯条例改正案反対デモで指揮を執った。作戦中、デモ参加者に向けて発砲を命じたと言われており、各界から非難を受けた。6月23日、イギリスの新聞『タイムズ』はドーヴァーおよびデビッド・ジョーダン警司（荘定賢――機動部隊校長・英国籍）について、612衝突で暴力行為があったと報道した。イギリスの一部インターネットユーザーはこの事象について、遺憾の意を示した。

## 経歴
ルパート・ドーヴァーはイギリスで考古学の学位を取得後、1989年に王立香港警察に就職。1996年から1999年まで要人警護ユニットに配属。続いて空港保安ユニットに移った。2014年の雨傘運動では、デモ参加者による道路占拠等に対処する「日峰行動」に加わり、香港特区政府から表彰を受けた。その後、2015年に基礎訓練学校で高級警司となり、2016年1月に総警視に昇任し屯門警区の指揮官を担当。2017年1月に東区警区の指揮官に異動。2019年6月に新界南総区の副指揮官に転任。
2019年の612紛争にて、香港警察の機動部隊傘下にある速龍小隊がデモ隊に発砲。ドーヴァーは当日の指揮官を務めていた。その後、香港警察トップの盧偉聰処長は記者会見にて、発砲は当日の指揮官の責任であり、自身は無関係であると述べた。7月7日の九龍デモでは広東道にてデモ隊に包囲され、関連する衝突について暴力的な手段で対処したことを非難された。7月13日、光復上水の期間中、ドーヴァーは3,000名の警察官に対して、港鉄の駅の清掃作業を指示した。10月27日、尖沙咀における警察集会にて、開始時に会場入りし、取り囲んでいる市民の監視を指示した。そして約30分後、群衆を分散させるため催涙ガスの使用を機動隊に命じた。11月11日、二号橋の交通を妨害している香港中文大学の学生に対処するため、同日午後、機動隊を香港中文大学に侵入させ、催涙ガスを繰り返し使用した。